# Fidjelandfjellet
Fidjelandfjellet är ett berg i Antarktis. Det ligger i Östantarktis. Norge gör anspråk på området. Toppen på Fidjelandfjellet är 1 211 meter över havet, eller 312 meter över den omgivande terrängen. Bredden vid basen är 9,8 km.
Terrängen runt Fidjelandfjellet är huvudsakligen lite kuperad. Trakten är obefolkad. Det finns inga samhällen i närheten.